# کونستانتینوس پاسپاتیس
کونستانتینوس پاسپاتیس (یونانی: Κωνσταντίνος Πασπάτης؛ ۵ ژوئن ۱۸۷۸ – ۱۴ مارس ۱۹۰۳) یک تنیس‌باز اهل یونان بود.
از افتخارات وی میتوان به کسب مدال برنز تنیس افرادی در بازی‌های المپیک تابستانی ۱۸۹۶ اشاره کرد.